# Giulio Roma
Giulio Roma (16 de setembro de 1584 — 16 de setembro de 1652) foi um cardeal italiano, bispo de Tivoli e decano do Colégio dos Cardeais nos últimos meses de vida.

## Biografia
De família nobre, era filho de Paolo Camillo Roma e Caterina Coria. Estudou na Universidade de Pavia e na Universidade de Perúgia. Entrou no tribunal do Cardeal Frederico Borromeu, então arcebispo de Milão. Foi a Roma e teve uma audiência com o Papa Paulo V, que lhe pediu para ir para essa cidade e o nomeou advogado consistorial em 1607. Enquanto neste posto, trabalhou no processo de canonização de São Carlos Borromeu. Governador do Iesi, em 1617. Referendário dos Tribunais da Assinatura Apostólica da Justiça e da Graça, em 15 de março de 1617. Nomeado governador de Orvieto, em 1618 e de Camerino, entre agosto e dezembro de 1619. Governador da cidade de Perugia, na província de Umbria, de 11 de dezembro de 1619 até 23 de janeiro de 1621.

## Vida religiosa
No último consistório de Paulo V, realizado em 11 de janeiro de 1621, foi criado cardeal, recebendo o barrete cardinalício e o título de cardeal-presbítero de Santa Maria sobre Minerva em 3 de março, das mãos do recém-eleito Papa Gregório XV. Bispo eleito de Recanati e Loreto, em 17 de março, foi consagrado em 16 de maio, pelo Cardeal Giovanni Battista Leni, assistido por Giovanni Luigi Pasolini, bispo de Segni, e por Fabrizio Landriani, bispo de Pavia. Foi transferido para a Sé de Tivoli, em 21 de agosto de 1634, onde ficou até a sua morte.
Passa para o título de Santa Praxedes em 28 de março de 1639. Presidente da comissão que reduziu a Ordem dos Clérigos Regulares Pobres da Madre de Deus das Escolas Pias (Escolápios) para uma congregação ordinária.
Passou para a ordem dos cardeais-bispos e para sé suburbicária de Frascati em 13 de julho de 1644. Passou para a sé suburbicária de Porto e Santa Rufina, em 23 de outubro de 1645. Em 29 de abril de 1652, torna-se Deão do Colégio dos Cardeais e cardeal-bispo de Óstia-Velletri.

## Conclaves
- Conclave de 1621 - participou da eleição do Papa Gregório XV.
- Conclave de 1623 - participou da eleição do Papa Urbano VIII.
- Conclave de 1644 - participou da eleição do Papa Inocêncio X.